# Ken Liu
Pour les articles homonymes, voir Liu.
Œuvres principales
- La Ménagerie de papier
- La Grâce des rois
- L'Homme qui mit fin à l'histoire
- Le Regard
- Toutes les saveurs

Ken Liu, né en 1976 à Lanzhou en Chine, est un écrivain américain de science-fiction.

## Biographie
Ken Liu est né en 1976 à Lanzhou en Chine. 
Il passe son enfance chez ses grands-parents. Sa mère, qui a obtenu son Philosophiæ doctor en chimie aux États-Unis, est une chimiste dans le domaine pharmaceutique, tandis que son père est un ingénieur en informatique
. Quand Ken Liu est âgé de onze ans, la famille émigre aux États-Unis, en Californie puis à Stonington au Connecticut avant de finalement s'établir à Waterford, dans le même État. Ken Liu obtient son diplôme de la Waterford High School en 1994. Au Harvard College, il étudie la littérature anglaise et l'informatique et obtient son baccalauréat universitaire en 1998,. Après avoir obtenu son diplôme, il travaille comme ingénieur logiciel pour Microsoft puis rejoint une start-up à Cambridge dans le Massachusetts. Il reçoit ensuite son Doctorat en droit à la Faculté de droit de Harvard en 2004 et après avoir travaillé en tant qu’avocat d’entreprise, il devient finalement un consultant en contentieux dans les techniques de pointe,.
Ken Liu commence à publier de la fiction en 2002. Ses textes ont été publiés entre autres dans The Magazine of Fantasy & Science Fiction, Asimov's Science Fiction, Analog, Clarkesworld (en), Lightspeed et Strange Horizons (en). Il a été récompensé par un prix Hugo, un prix Nebula, un prix World Fantasy, deux prix Locus et un prix de la traduction de science-fiction et de fantasy. Il vit avec sa famille près de Boston, dans le Massachusetts.

## Œuvres

### SérieLa Dynastie des Dents-de-Lion
1. La Grâce des rois, Fleuve, 2018 ((en) The Grace of Kings, 2015)Réédition Pocket, coll. « Pocket Science-fiction » no 7277, 2019 - Prix Locus du meilleur premier roman 2016
2. (en) The Wall of Storms, 2016
  1. Le Goût de la victoire, Fleuve, 2019Réédition Pocket, coll. « Pocket Science-fiction » no 7296, 2021
  2. Le Mur de tempêtes, Fleuve, 2020Réédition Pocket, coll. « Pocket Science-fiction » no 7311, 2022
3. (en) The Veiled Throne, 2021
4. (en) Speaking Bones, 2022

### UniversStar Wars
- Luke Skywalker : Légendes, Pocket, coll. « Star Wars » no 161, 2018 ((en) The Legends of Luke Skywalker, 2017)  (ISBN 978-2-266-28642-8)

### Romans indépendants
- L'Homme qui mit fin à l'histoire, Le Bélial', coll. « Une heure-lumière » no 6, 2016 ((en) The Man Who Ended History: A Documentary, 2011), trad. Pierre-Paul Durastanti, 112 p.  (ISBN 978-2-84344-909-3)
- Le Regard, Le Bélial', coll. « Une heure-lumière » no 9, 2017 ((en) The Regular, 2014), trad. Pierre-Paul Durastanti, 112 p.  (ISBN 978-2-84344-922-2)
- Toutes les saveurs, Le Bélial', coll. « Une heure-lumière » no 31, 2021 ((en) All the Flavors, 2012), trad. Pierre-Paul Durastanti, 128 p.  (ISBN 978-2-84344-981-9)
- Les Armées de ceux que j'aime, Le Bélial', coll. « Une heure-lumière » no 55, 2024 ((en) The Armies of Those I Love, 2021), trad. Pierre-Paul Durastanti, 128 p.  (ISBN 978-2-38163-155-4)

### Recueils de nouvelles
- La Ménagerie de papier, Le Bélial', 2015Recueil de dix-neuf nouvelles, pour l'essentiel inédites, ainsi qu'une préface par l'auteur
- (en) The Paper Menagerie and Other Stories, 2016Prix Locus du meilleur recueil de nouvelles 2017
- Jardins de poussière, Le Bélial', 2019Recueil de vingt-cinq nouvelles
- (en) The Hidden Girl and Other Stories, 2020Prix Locus du meilleur recueil de nouvelles 2021

### Autres nouvelles parues en français
- Le Littéromancien, 2013 ((en) The Literomancer, 2010)Parue dans la revue Fiction no 16, Les Moutons électriques
- Ceux qui restent, 2019 ((en) Staying Behind, 2011)Parue dans la revue Galaxies no 58
- Simulacre, 2013 ((en) Simulacrum, 2011)Parue dans la revue Galaxies no 21
- Les Cinq Éléments de l’esprit du cœur, 2022 ((en) The Five Elements of the Heart Mind, 2012)Parue dans la revue Bifrost no 107, Le Bélial'
- Le Démon de Maxwell, 2013 ((en) Maxwell's Demon, 2012)Parue dans la revue Fiction no 16, Les Moutons électriques
- Mono no Aware, 2013 ((en) Mono no Aware, 2012)Parue dans la revue Galaxies no 25. Prix Hugo de la meilleure nouvelle courte 2013
- Le Fardeau, 2017 ((en) You'll Always Have the Burden with You, 2012)Parue dans la revue Bifrost no 85, Le Bélial'
- Souvenirs de ma mère, 2018 ((en) Memories of My Mother, 2012)Parue dans la revue Bifrost no 91, Le Bélial'
- Une brève histoire du tunnel transpacifique, 2016 ((en) A Brief History of the Trans-Pacific Tunnel, 2013)Parue dans la revue Bifrost no 83, Le Bélial'
- Chaussures de course, 2015 ((en) Running Shoes, 2014)Parue dans la revue Bifrost no 80, Le Bélial'
- Long-courrier, 2015 ((en) The Long Haul: From the Annals of Transportation, The Pacific Monthly, May 2009, 2014)Parue dans la revue Galaxies no 36 - Prix Sidewise 2014
- Sept Anniversaires, 2018 ((en) Seven Birthdays, 2016)Publiée dans Hors-série 2018, Le Bélial', coll. « Une heure-lumière »
- Pensées et Prières, 2020 ((en) Thoughts and Prayers, 2019)Parue dans la revue Bifrost no 97, Le Bélial'
- Un soupçon de bleu, 2021 ((en) A Whisper of Blue, 2020)Parue dans la revue Bifrost no 104, Le Bélial'
- Idoles, 2023 ((en) Idols, 2020)Parue dans la revue Bifrost no 110, Le Bélial'
- La Symphonie des horlogers, 2024 ((en) Timekeepers' Symphony, 2022)Parue dans la revue Bifrost no 116, Le Bélial'